# زیردریایی یو-۴۰۵
زیردریایی یو-۴۰۵ (به انگلیسی: German submarine U-405) یک زیردریایی بود که طول آن ۶۷٫۱ متر (۲۲۰ فوت ۲ اینچ) بود. این زیردریایی در سال ۱۹۴۱ ساخته شد.